# Cordigliera Orientale (Perù)

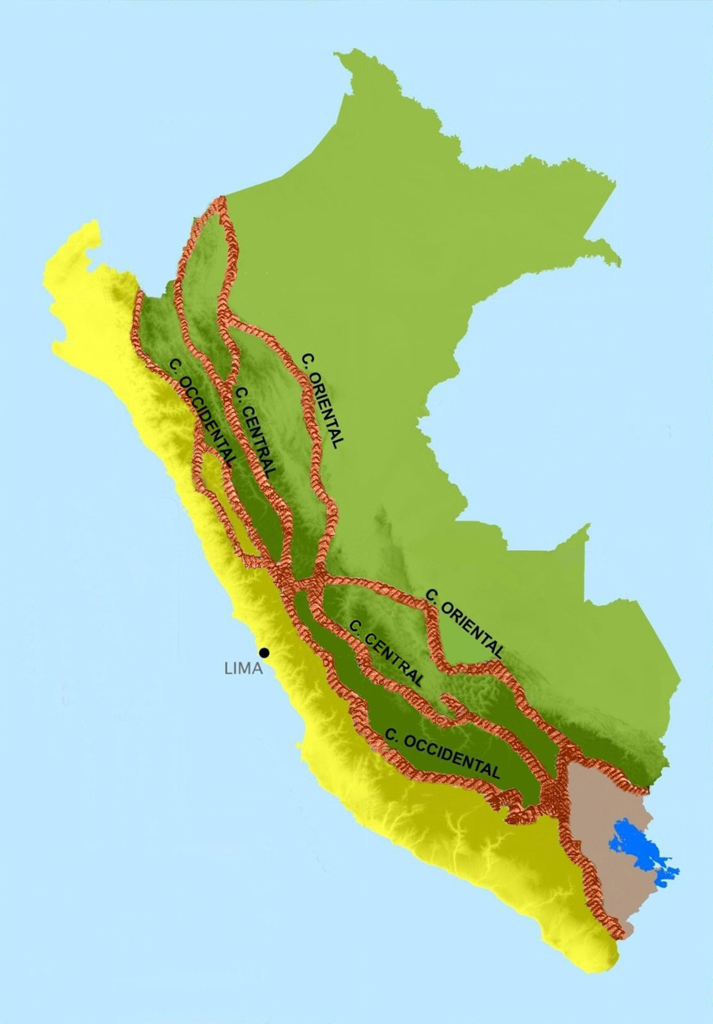
Schema delle Ande in Perù

La Cordigliera Orientale è una catena montuosa che costituisce il ramo orientale della cordigliera delle Ande in Perù. Attraversa tutto il paese, dalla frontiera ecuadoriana a nord, fino a quella boliviana a sud. Ha una estensione di circa 1.800 km e termina nella regione della selva amazzonica. Attraversa i dipartimenti di Amazonas, Loreto, San Martín, Huánuco, Ucayali, Pasco, Junín, Cusco, Madre de Dios e Puno.

## Geologia
La cordigliera Orientale è costituita da rocce formatesi nel paleozoico ed ebbe inizio durante il tettonismo Hercínico (Devonico) sopra un nucleo precambriano. Il sollevamento avvenne longitudinalmente a delle faglie regionali. Questa catena ha geomorfologica da sud a nord del Perù ed è parallela alla cordigliera occidentale pur avendo un importante inarcamento est-ovest conosciuto come la deviazione di Abancay.

## Sezioni
Nel settore settentrionale la catena, di minore altitudine e spaziante dalla frontiera con l'Ecuador alla località di Tingo María, presenta montagne di altitudine che vanno dai 1800 ai 2000 m slm, e il fiume Huallaga (Pongo de Aguirre) separa la parte nord da quella sud dalla cordigliera Azul. Nel settore centrale inizia la cordigliera Vilcabamba e Urubamba ove è presente il monte Ausangate, che con i suoi 6372 m di altitudine è la vetta più alta del Perù. 
Nel settore sono comunque presenti vette di minore altitudine come Shira, Contamana e Contaya. Queste montagne mostrano nel nucleo delle rocce del paleozoico. Nel settore meridionale si divide in due rami: la cordigliera Carabaya, che prende il nome di cordigliera Real in Bolivia, e la cordigliera di Apolobamba, dalla quale emergono Chaupi Orco (6.040 m) e Ananea (5.824 m). In questo ramo meridionale della cordigliera, fra questo e la cordigliera Occidentale, è ubicato l'altiplano andino nel quale si trova il lago Titicaca.